# Hemithyrsocera subgenitalis
Hemithyrsocera subgenitalis es una especie de cucaracha del género Hemithyrsocera, familia Ectobiidae.

## Distribución
Esta especie se encuentra en Indonesia (Sumatra e isla de Java).